# (172317) Walterbos
(172317) Walterbos est un astéroïde de la ceinture principale.

## Description
(172317) Walterbos est un astéroïde de la ceinture principale. Il fut découvert le 4 octobre 2002 à l'observatoire d'Apache Point par le programme Sloan Digital Sky Survey. Il présente une orbite caractérisée par un demi-grand axe de 2,75 UA, une excentricité de 0,09 et une inclinaison de 14,1° par rapport à l'écliptique.

## Compléments